# Средњоазијски митрополијски округ
Средњоазијски митрополијски округ (рус. Среднеазиатский митрополичий округ) органски је дио Руске православне цркве.

## Историја
Средњоазијски митрополијски округ је образован одлуком Светог синода Руске православне цркве од 27. јула 2011. У његовом саставу се налазе три епархије (Бишкешка, Душанбинска и Ташкентска) и Патријаршијско намјесништво парохија Руске православне цркве у Туркменистану.
Прва сједница Синода Средњоазијског митрополијског округа, под предсједништвом митрополита ташкентског и узбекистанског, одржана је 29. марта 2012. у сједишту Ташкентске епархије.

## Устројство
На челу Средњоазијског митрополијског округа је митрополит средњоазијски који је и епархијски архијереј Ташкентске и узбекистанске епархије. Од 27. јула 2011. на тој дужности је митрополит Викентије (Морар). Стални је члан Светог синода Руске православне цркве.
Општи црквеноправни акт којим се прописује црквено устројство је Унутрашња уредба о Средњоазијском митрополијском округу.
Свети синод Руске православне цркве може одлучивати о оснивању или укидању Средњоазијског митрополијског округа, али коначну одлуку доноси Архијерејски сабор Руске православне цркве. Свети синод бира епархијске и викарне архијереје, а поставља их патријарх указом.
Синод Средњоазијског митрополијског округа је управна власт. Синодски чланови су епархијски и викарни архијереји. Синодом предсједава митрополит средњоазијски (ташкентски и узбекистански). Синод доноси одлуке већином гласова, а кворум чине 2/3 чланова.
Највиша судска власт су Високи општецрквени суд и Архијерејски сабор Руске православне цркве.